# Paul Durrieu

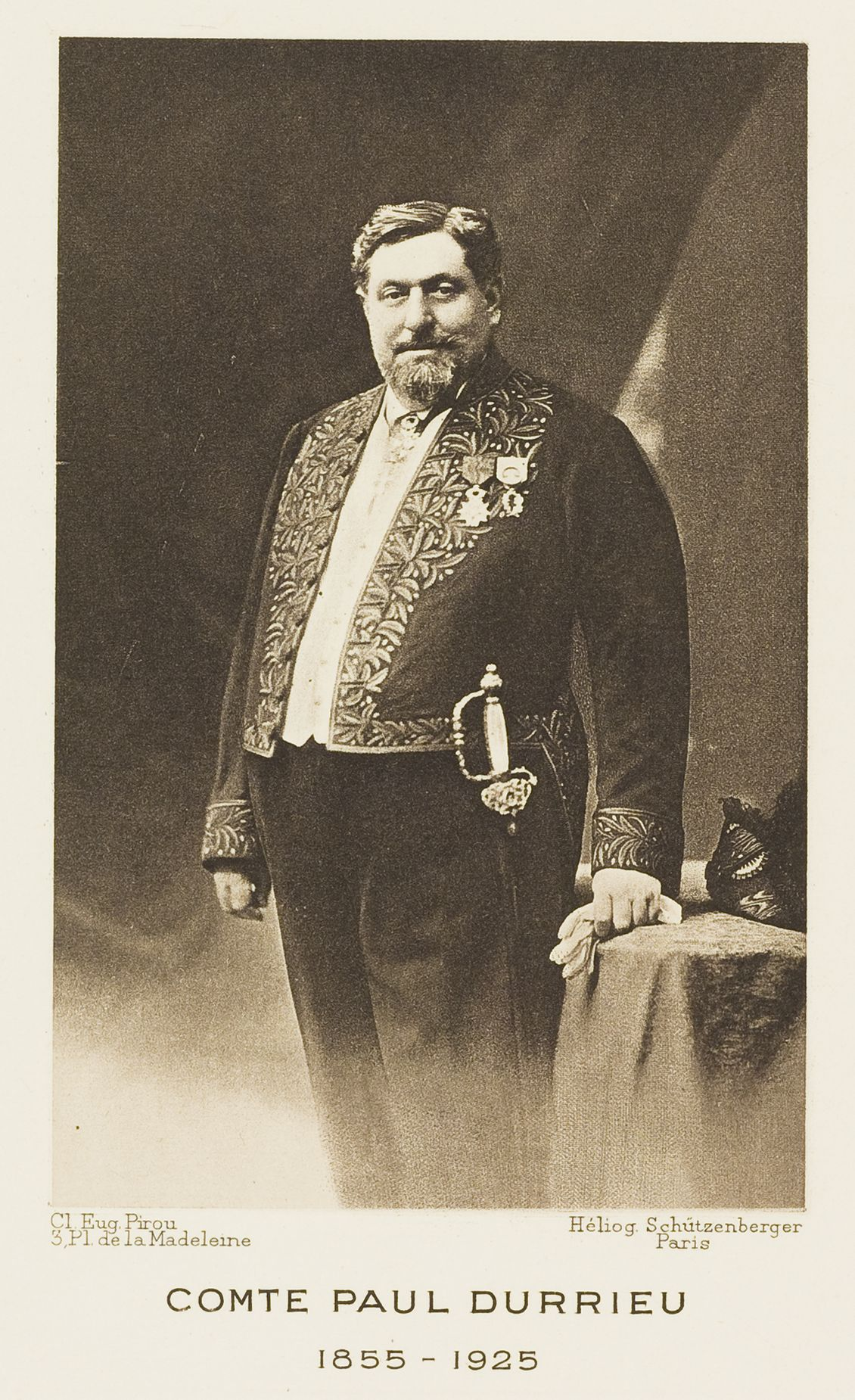
Paul Durrieu

Graaf Jean-Marie, Paul, Simon Durrieu (Straatsburg, 2 oktober 1855 - La Rivière (Landes), 24 november 1925) was een Frans schrijver, historicus en kunsthistoricus, gespecialiseerd in de 15e eeuw.

## Biografie
Hij studeerde aan het Lycée Condorcet en later aan de École nationale des chartes (1874-1878) waar hij als primus van zijn promotie afstudeerde in 1878. Hij gaat naar Rome in 1879 om les te volgen aan l’École française de Rome. Dan trekt hij naar Napels om de archieven van het Huis van Anjou te bestuderen en hierover een werk te publiceren (1886-1887). In 1888 wordt hij aangesteld als assistent archivaris op de afdeling schilderkunst van het Musée du Louvre belast met de zorg voor de verluchte handschriften en de Franse Primitieven en zal dit blijven tot in 1902.
In 1889 huwt hij met Françoise Duchaussoy. Het is in deze periode dat hij begint met het onderzoek van verluchtte handschriften. Hij zal een autoriteit worden in dit domein en tal van werken daarover publiceren. Hij was zelf ook een verzamelaar van 15e-eeuwse handschriften, vroege schilderijen en Franse wandtapijten. In 1892 publiceert hij een monografie over Jacques de Besançon een Parijse illuminator van de 15e eeuw.
In 1887 was hij begonnen met de studie van het Turijns getijdenboek dat bewaard werd in de Biblioteca Nazionale di Torino (Turijn) die origineel een onafgewerkt deel waren van de Très Belles Heures de Notre-Dame van Jean, duc de Berry. Durrieu is de eerste die opmerkt dat de miniaturen in dit handschrift stijlkenmerken hebben die overeenkomen met die van de gebroeders Jan en Hubert Van Eyck. In juni van 1901 laat hij dit aan zijn collega’s van de Société nationale des Antiquaires de France weten. Een jaar later publiceert hij een studie over het handschrift met zwart-wit foto’s van de miniaturen. Deze studie was een gelukkig initiatief van de Société de l’Histoire de France en van de Société de l’École des Chartes, gelukkig, want bij de brand die de bibliotheek in 1904 grotendeels verwoestte ging het handschrift definitief verloren. De beide genootschappen waren het echter niet eens met de toewijzing aan de gebroeders van Eyck en verboden Durrieu van zijn standpunt hierover te publiceren.
In 1903 publiceert Durrieu dan toch zijn bevindingen in de Gazette des Beaux-Arts. In dit nieuwe artikel wijst Durrieu ook op een handschrift dat bewaard werd in de Biblioteca Trivulziana in Milaan dat een deel was van het handschrift uit de Turijnse bibliotheek dat hij voordien bestudeerd had, en hij associeerde minstens één miniatuur met het werk van de gebroeders Van Eyck. De Belgische expert George Hulin de Lo bevestigde in 1902 Durrieu’s bevindingen maar de kwestie staat tot vandaag ter discussie.
In 1902 verlaat Durrieu het Louvre om zich volledig te kunnen wijden aan de studie van de handschriften. Hij wordt een vaste klant op de afdeling handschriften van de Bibliothèque nationale. In 1907 wordt Durrieu tot lid verkozen van de Académie des inscriptions et belles-lettres, en van het Institut de France.
Een ander werk dat verloren ging tijdens de grote brand van de bibliotheek, was het getijdenboek van Blanche van Bourgondië, gravin van Savoye. Dat getijdenboek gekend onder de naam Savoye-getijdenboek (Savoy Hours) was na Blanche’s dood nog eigendom geweest van Karel V van Frankrijk en van Jean de Berry. Gelukkiglijk had Durrieu ook dit getijdenboek grondig bestudeerd voor de brand en kon hij achteraf een notitie publiceren van over het verloren gegane handschrift en over de relatie met het in 1910 in Portsmouth terug gevonden deel ervan.
In 1922 publiceert hij zijn werk over Les Très Belles Heures de Notre Dame du duc Jean de Berry, het deel van het origineel dat via Robert d’Estampes in Frankrijk gebleven was en bewaard werd in de Bibliothèque nationale.
Paul Durrieu was voorzitter van de Société de l’École des Chartes en lid van verschillende verenigingen. Na een lange ziekte overleed Durrieu op het familiedomein in Durrieu à La Rivière.

## Werken
- 1885, Les Gascons en Italie
- 1886-87, Les archives angevines de Naples: étude sur les registres du roi Charles Ier (1265-1285).
- 1892, Un Grand Enlumineur Parisien Au Xve Sicle, Jacques de Besançon, Et Son Œuvre
- 1901, “Communication” Bulletin de la Société nationale des Antiquaires de France (1901): 208-209, 227-228
- 1902, Heures de Turin. Quarante-cinq feuillets à peintures provenant des Très belles Heures de Jean de France, duc de Berry. Paris: Musée du Louvre
- 1903, “Les débuts des van Eyck.” Gazette des Beaux-Arts 29 (1903): 5-18, 107-120
- 1903, Les très riches Heures de Jean de France, duc de Berry, Bulletin de la Société d’histoire et d’archéologie de Gand 11 (1903): 178 ff.
- 1904, Les très riches Heures de Jean de France, duc de Berry. Paris: Plon-Nourrit
- 1904, La peinture à l’exposition des Primitifs français. Paris: Librairie de l’Art ancien et moderne.
- 1908, Les Antiquités judaïques et le peintre Jean Foucquet. Paris: Plon.
- 1909, Le Boccace de Munich. Munich: J. Rosenthal.
- 1910, “Les ‘Très Belles Heures de Notre Dame’ du duc Jean de Berry.” Revue archéologique 16 (1910): 30-51, 246-279
- 1921, La miniature flamande au temps de la cour de Bourgogne (1415-1530), ouvrage publié avec le concours de l’Académie des Inscriptions et Belles-Lettres (Fondation Piot). Brussels: G. van Oest et cie.
- 1922, Les Très Belles Heures de Notre Dame du duc Jean de Berry. Paris: Société française de reproductions de manuscrits à peintures.
- 1923, Livre d’heures peint par Jean Foucquet pour maître Etienne Chevalier: le quarante-cinquième feuillet de ce manuscrit retrouvé en Angleterre. Paris: Société française de reproduction de manuscrits à peintures.